# Bargello

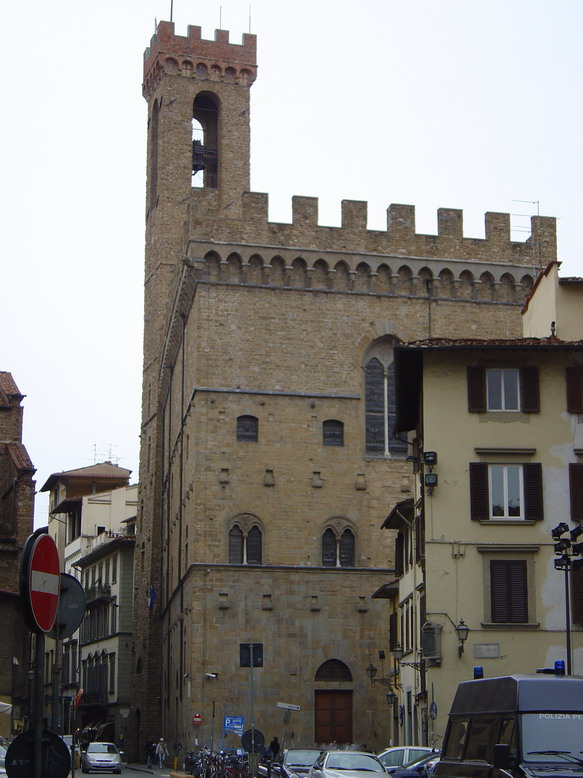
Palazzo del Bargello

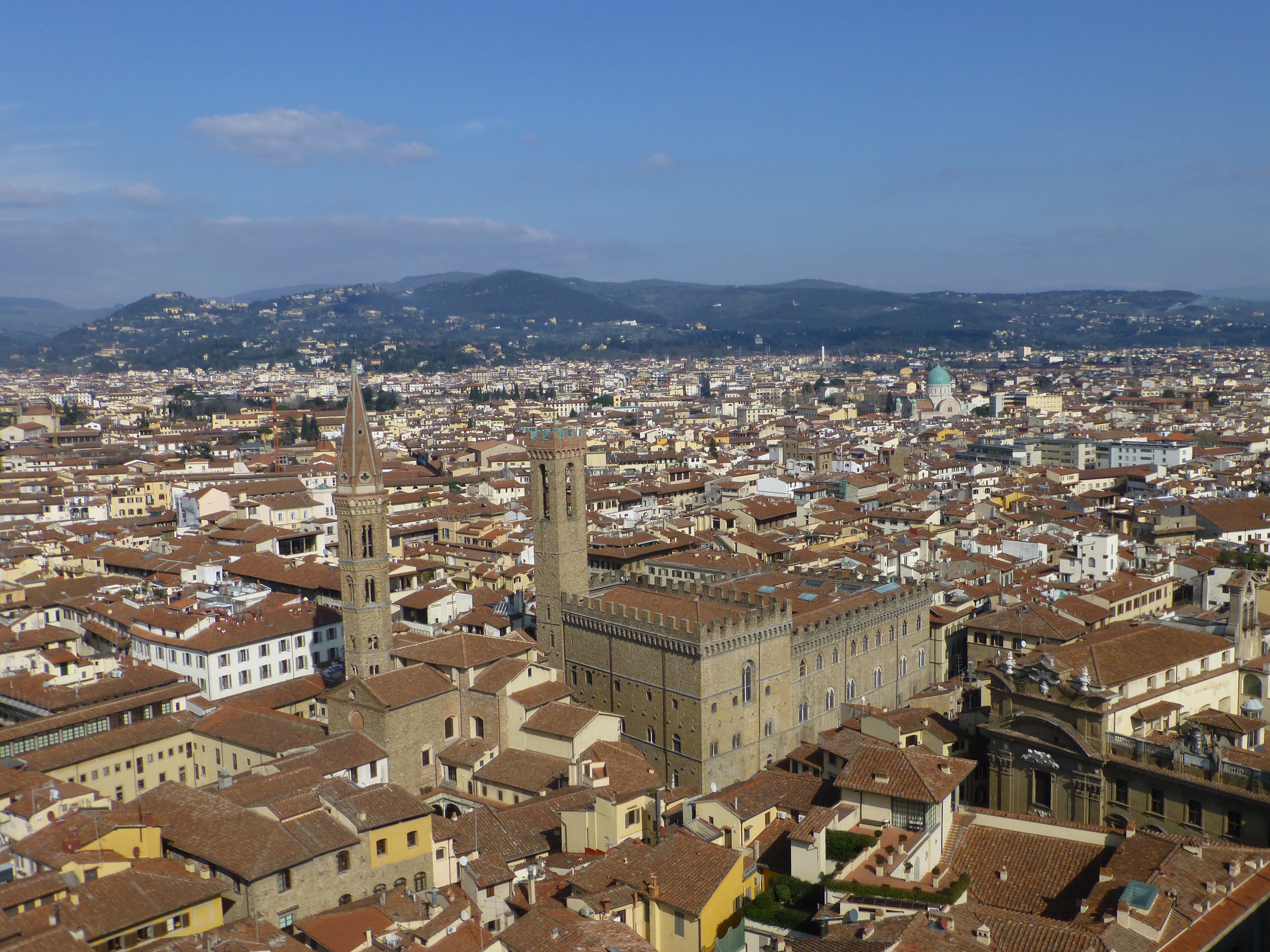
Blick auf den Palazzo del Bargello mit dem quadratischen Turm, links davon der sechseckige Turm der Badia Fiorentina

Der Bargello oder richtiger Palazzo del Bargello ist ein Stadtpalast in Florenz, der zwischen 1255 und 1261 errichtet und zwischen 1280 und 1346 zu einer vierflügeligen Anlage erweitert wurde. Der Name kommt von seiner vorletzten Bestimmung als Sitz des Polizeihauptmanns, des Bargello, des „Büttels“.

## Geschichte
Der von einem 54 Meter hohen Turm dominierte Gebäudekomplex war der erste Sitz der kommunalen Behörden und ist, verglichen mit dem wenig später errichteten Palazzo Vecchio, äußerlich noch schmucklos, ganz im Gegensatz zu den reich dekorierten Sälen.
Der Bargello diente in der Folgezeit als:
- Sitz des Capitano del Popolo
- Sitz der Priori delle Arti als Teil der Signoria (seit 1282)
- Sitz des Gerichts (1502–1574)
- Sitz des Polizeihauptmanns

Von etwa 1700 bis zum Ausgang des 18. Jahrhunderts diente der Hof des Bargello als Hinrichtungsstätte. 1859 wurde der Bargello in ein Museum umgewandelt, das Museo nazionale del Bargello, damit die Stadt die Plastiken aus der Renaissance unterbringen konnte, die in den Uffizien keinen Platz mehr fanden. 

## Nationalmuseum Bargello
Im Bargello, zum Teil in seinem Innenhof, befindet sich eine der bedeutendsten Skulpturensammlungen der Welt mit Werken von Michelangelo,  Donatello, Benvenuto Cellini, Giovanni Bologna (Giambologna), Baccio Bandinelli, Vincenzo Danti und Tino di Camaino.
Außerdem hat das Museum eine äußerst umfangreiche Münzsammlung, eine Sammlung von Waffen und Rüstungen sowie von Miniaturen.

Bedeutende Werke aus dem Bargello
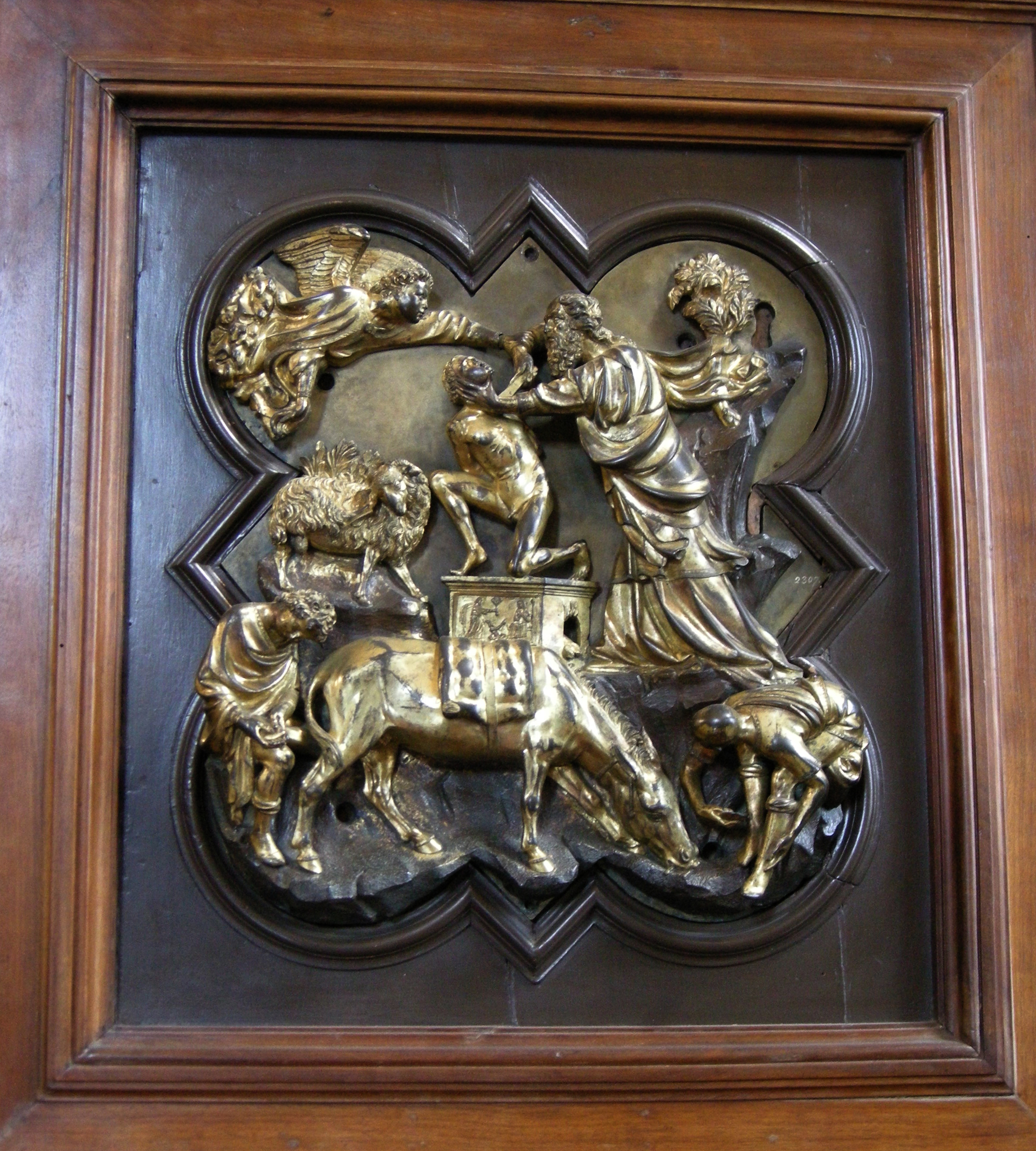
Filippo Brunelleschi: Opferung Isaaks, 1401
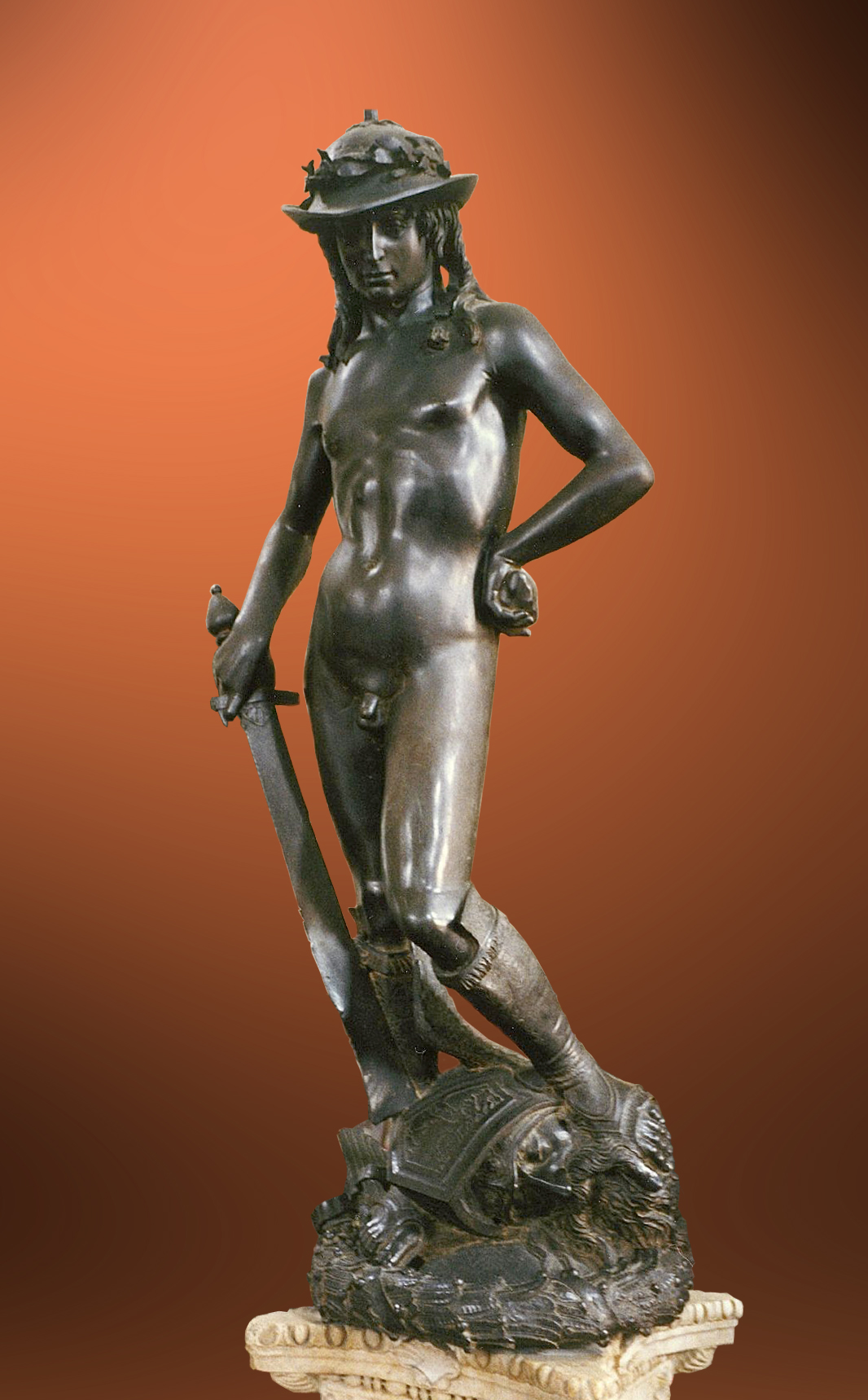
Donatello: David, um 1440
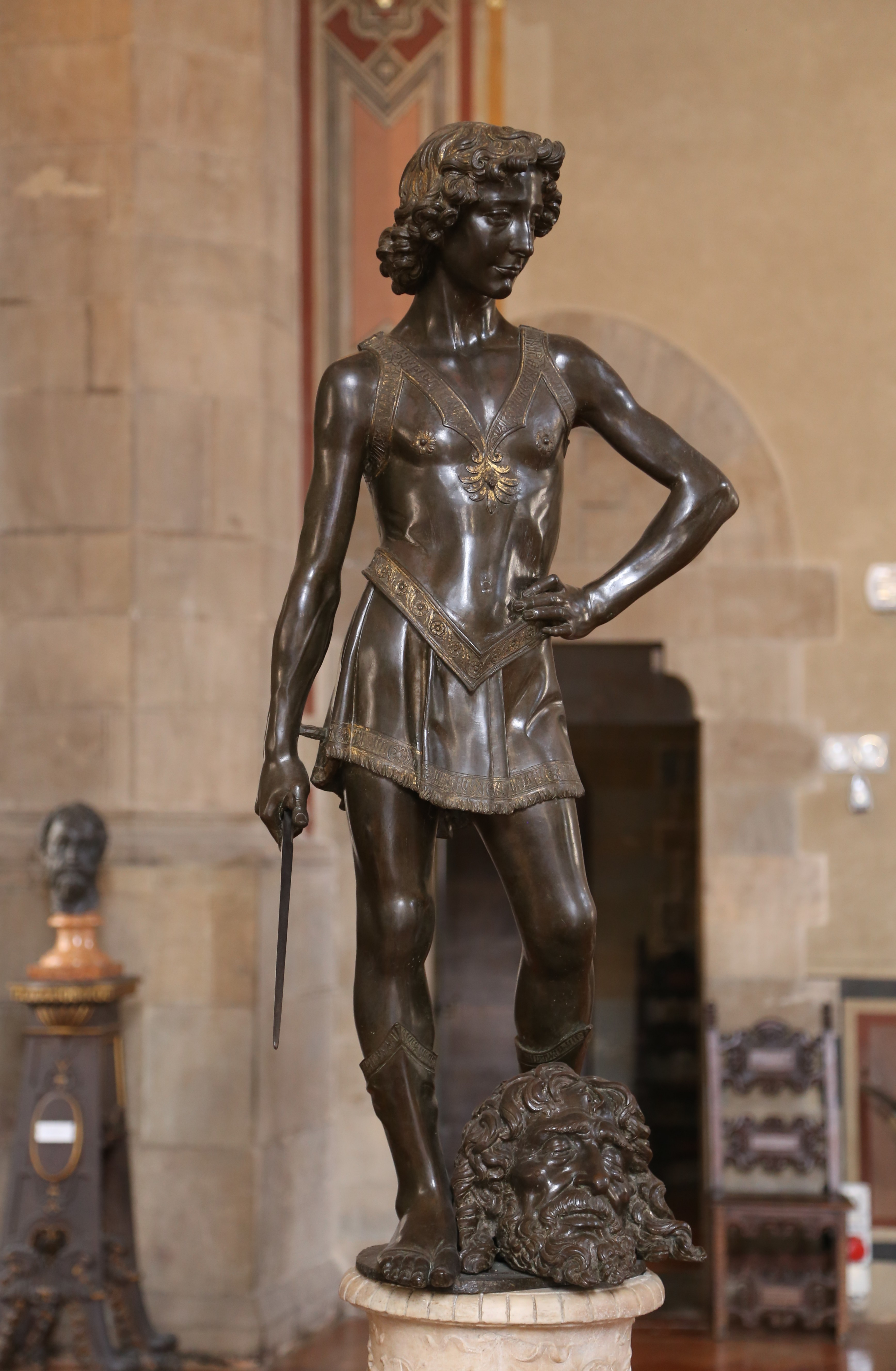
Andrea del Verrocchio: David, 1466–ca. 1469
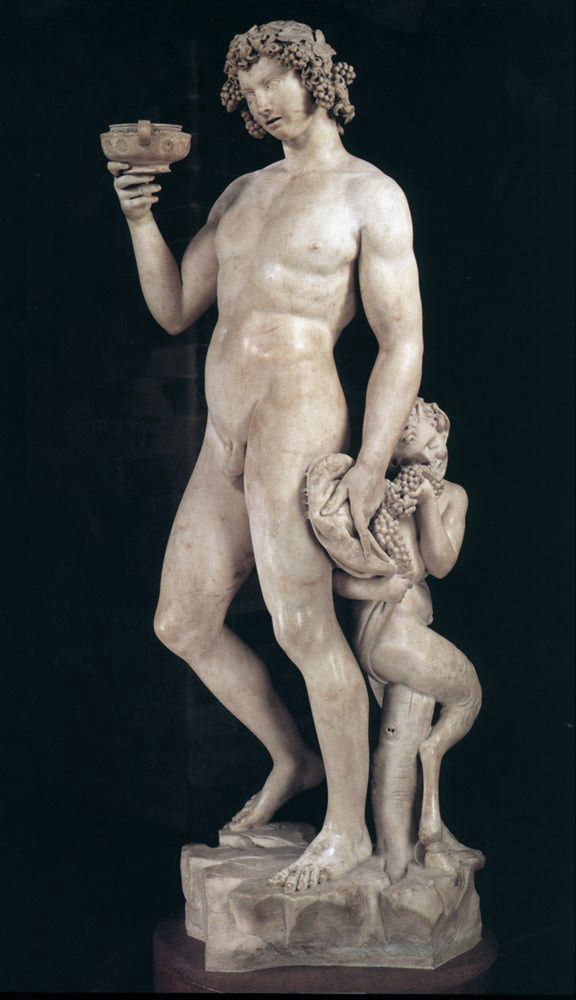
Michelangelo: Bacchus, 1496–1497
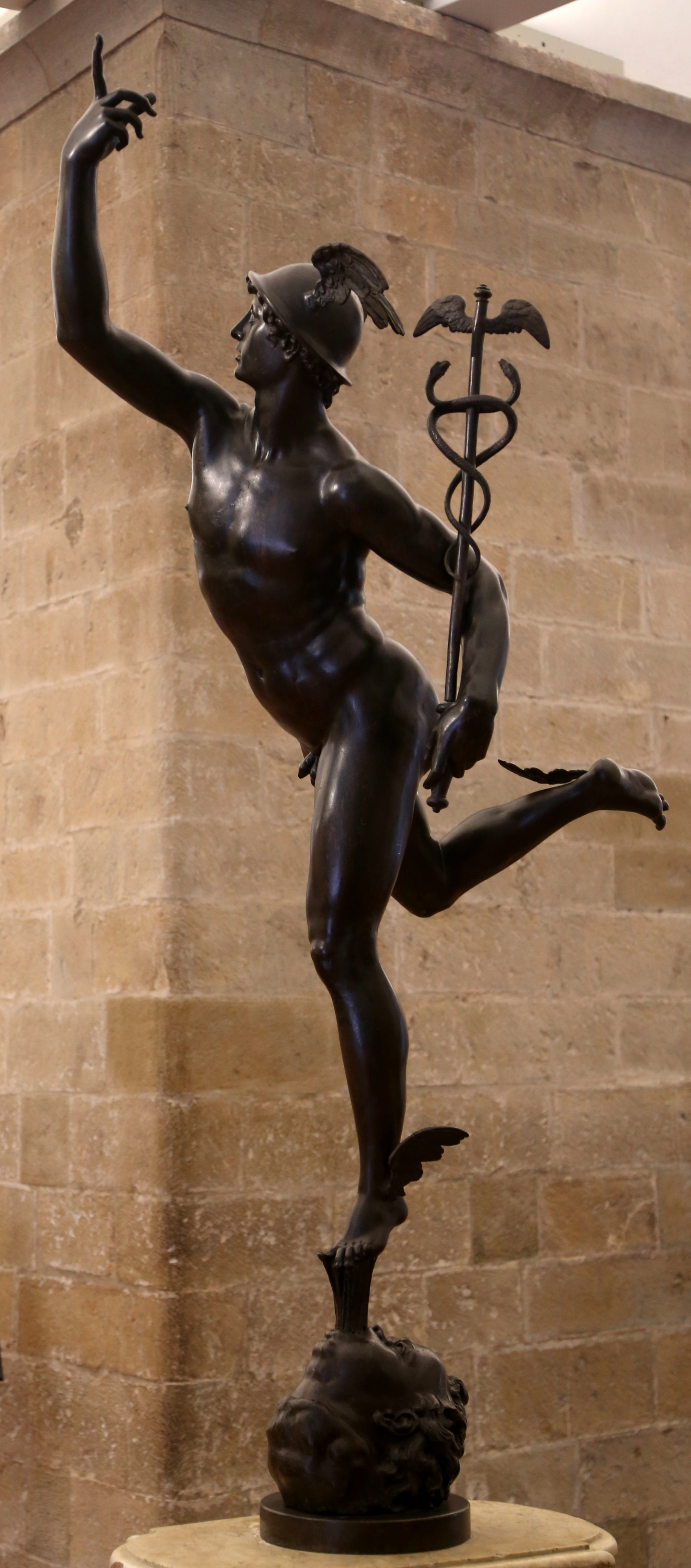
Giambologna: Fliegender Merkur, 1578–ca. 1580